# José María Martínez (futbolista)
José María Martínez fue un ex jugador de fútbol argentino.

## Biografía
Martínez, debutó en 1967 en la primera de San Lorenzo de Almagro ante Rosario Central y jugó oficialmente siete partidos allí. Integró el plantel denominado Los Matadores del Torneo Metropolitano 1968.
Siendo muy joven, es transferido a Quilmes en donde jugaría por dos años. En 1971 pasó a Gimnasia de La Plata en donde jugó 30 partidos y marcó 3 goles.
Entre 1972 y 1976 jugaría en Colombia y Ecuador.
En 1977 regresaría al país para jugar en Unión de Santa Fe. En 1978 pasaría por Lanús y en 1979 se retiraría en Temperley.
Una vez retirado como futbolista, en Mendoza pasó por Godoy Cruz, Independiente Rivadavia y San Martín como ayudante de campo de Luis Manuel Blanco.

## Fallecimiento
El 22 de abril de 2012, fallece debido a un paro cardíaco. Al momento de su muerte, estaba dirigiendo la 9.ª de San Lorenzo y también era coordinador del fútbol infantil del Ciclón.

## Clubes
| Club                 | País      | Año       |
| -------------------- | --------- | --------- |
| San Lorenzo          | Argentina | 1967-1968 |
| Quilmes              | Argentina | 1968-1970 |
| Gimnasia de La Plata | Argentina | 1971      |
| Deportivo Cali       | Colombia  | 1972      |
| Deportes Quindío     | Colombia  | 1973-1975 |
| Deportivo Cuenca     | Ecuador   | 1976      |
| Unión de Santa Fe    | Argentina | 1977      |
| Lanús                | Argentina | 1978      |
| Temperley            | Argentina | 1979      |

## Palmarés

### Torneos nacionales
| Título           | Equipo                 | País      | Año    |
| ---------------- | ---------------------- | --------- | ------ |
| Primera División | San Lorenzo de Almagro | Argentina | M-1968 |